# Alice Winocour

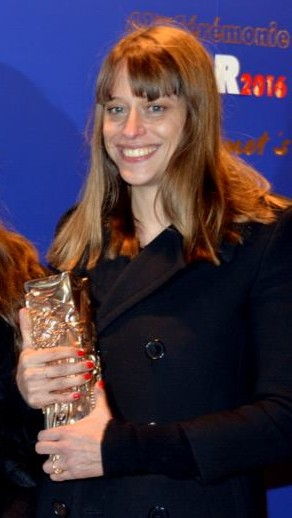
Alice Winocour 2016

Alice Winocour (* 13. Januar 1976 in Paris) ist eine französische Regisseurin und Drehbuchautorin.

## Leben
Winocour studierte zunächst Jura, bevor sie an die Filmhochschule La fémis ging, wo sie Filmproduktion und Drehbuch studierte. Ihr Filmdebüt wurde 2003 der Kurzfilm Orphée von Kamen Kalew; sie schrieb mit Kalew das Drehbuch und trat als Schauspielerin in Erscheinung. Drei weitere Kurzfilme folgten, wobei sie stets Regie führte und das Drehbuch schrieb. Ihr Regiedebüt Kitchen wurde 2005 auf den Internationalen Filmfestspielen von Cannes für eine Goldene Palme als bester Kurzfilm nominiert.
Winocours Langfilmregiedebüt war 2012 Augustine, der auf einer wahren Geschichte um den Arzt Jean-Martin Charcot, gespielt von Vincent Lindon, beruhte. Augustine premierte in der Sektion Semaine de la Critique am Festival von Cannes, und erhielt zahlreiche Auszeichnungen sowie mehrere César-Nominierungen.
Zum zweiten Mal Regie bei einem abendfüllenden Spielfilm führte Winocour beim Thriller-Drama Der Bodyguard – Sein letzter Auftrag mit Matthias Schoenaerts und Diane Krüger. Der Film feierte 2015 seine Premiere in Cannes, wo er für den Hauptpreis der Reihe Un Certain Regard nominiert war.
Im selben Jahr lief ebenfalls in Cannes, im Rahmen der Quinzaine des réalisateurs (heute: Quinzaine des cinéastes), der Film Mustang, zu dem Winoucour gemeinsam mit Regisseurin Deniz Gamze Ergüven das Drehbuch geschrieben hatte. Mustang gewann unter anderem den César für den besten ersten Langfilm, den Discovery Prize im Rahmen des Europäischen Filmpreises, und war für einen Oscar nominiert.
Sie war bereits dreimal als Jurymitglied am Festival von Cannes vertreten: 2016 als Teil der Jury der Semaine de la critique, 2021 für den Kurzfilmwettbewerb der offiziellen Selektion und der Cinéfondation, sowie 2023 für die Sektion Un Certain Regard.

## Filmografie
- 2003: Orphée (Kurzfilm) – Drehbuch, Darstellerin
- 2005: Kitchen (Kurzfilm) – Regie, Drehbuch
- 2007: Magic Paris (Kurzfilm) – Regie, Drehbuch
- 2008: Home – Drehbuch
- 2009: Pina Colada (Kurzfilm) – Regie, Drehbuch
- 2009: Ordinary People – Drehbuch
- 2012: Augustine – Regie, Drehbuch
- 2015: Der Bodyguard – Sein letzter Auftrag (Maryland) – Regie, Drehbuch
- 2015: Mustang – Drehbuch
- 2017: Schockwellen: Tagebuch des Todes (Ondes de choc – Journal de ma tête) (TV-Miniserie, 3. Teil, Drehbuch)
- 2019: Proxima – Die Astronautin (Proxima) – Regie, Drehbuch
- 2022: Revoir Paris – Regie, Drehbuch
- 2023: Lost Country – Drehbuch

## Auszeichnungen (Auswahl)
- 2005: Nominierung Goldene Palme – Bester Kurzfilm, Cannes 2005, für Kitchen
- 2005: Nominierung Gold Hugo für den Besten Kurzfilm, Chicago International Film Festival, für Kitchen
- 2007: Preis für die beste Regie, Festival du film de Cabourg, für Magic Paris
- 2012: Nominierung Caméra d’Or, Cannes 2012, für Augustine
- 2012: Nominierung FIPRESCI-Preis, Toronto International Film Festival, für Augustine
- 2013: César-Nominierung, Bestes Erstlingswerk, für Augustine
- 2013: Bestes Regiedebüt, Camerimage, für Augustine
- 2015: Nominierung Prix Un Certain Regard, Cannes 2015, für Maryland
- 2016: César, Bestes Originaldrehbuch, für Mustang